# Maison de Jevrem Grujić
La maison de Jevrem Grujić (en serbe cyrillique : Дом Јеврема Грујића ; en serbe latin : Dom Jevrema Grujića) est un édifice situé à Belgrade, la capitale de la Serbie, dans la municipalité urbaine de Stari grad. En raison de son importance architecturale, cette maison, construite en 1896, figure sur la liste des monuments culturels de grande importance de la république de Serbie et sur la liste des biens culturels de la ville de Belgrade.

## Présentation

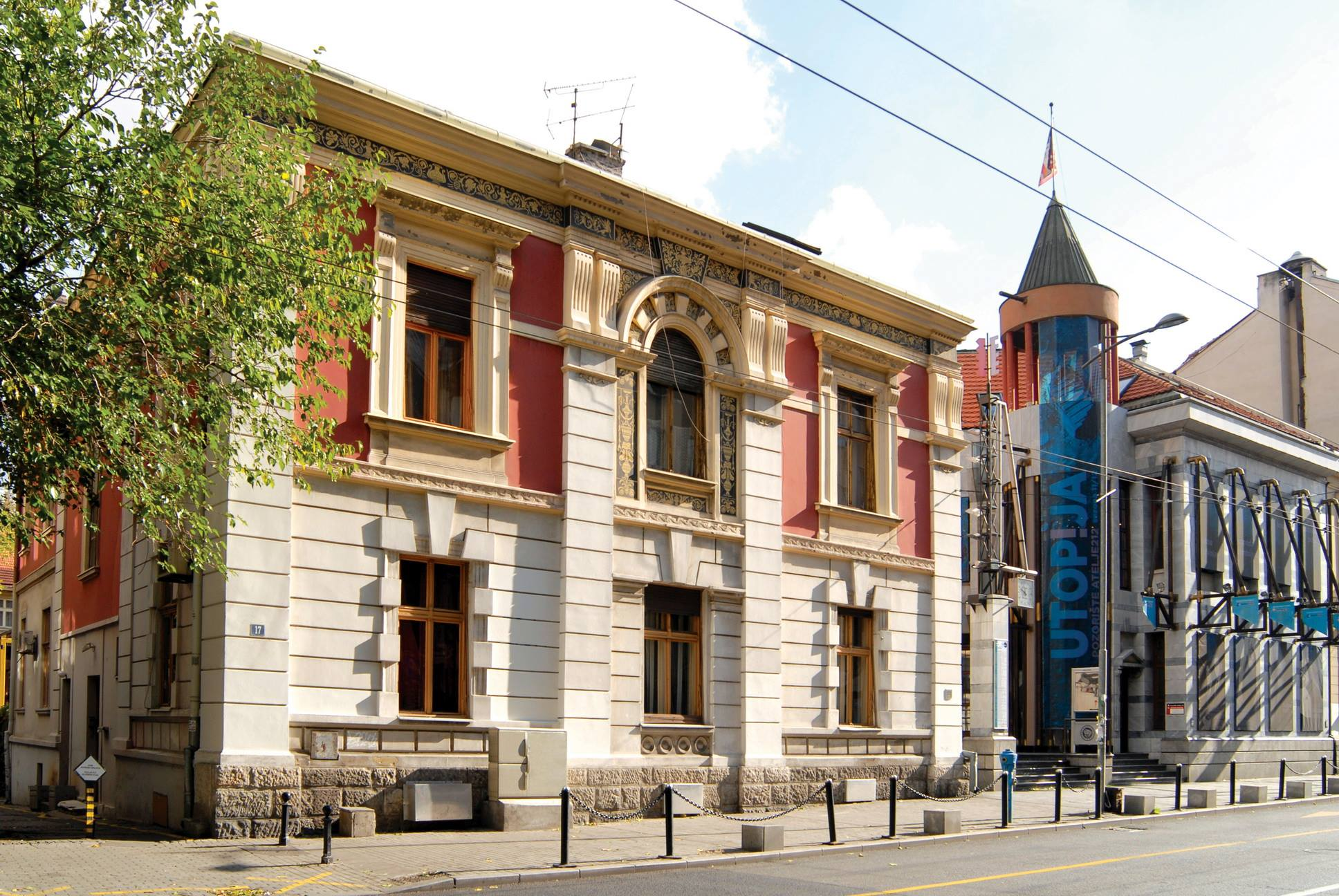
Autre vue de la maison

La maison est située au n° 17 de la rue Svetogorska. Elle a été construite en 1896, selon un projet de l'architecte Milan Kapetanović, pour Jevrem Grujić, une personnalité politique serbe célèbre du milieu du XIXe siècle. Elle est caractéristique de l'éclectisme architectural de la fin de ce siècle, où se mêlent le style néoclassique, le baroque et le style néorenaissance. Elle est constituée de matériaux traditionnels : briques et pierres liées avec du mortier de chaux. Conçue comme une villa, c'est-à-dire séparée des constructions alentour, elle possède une façade dotée d'avancées centrales et latérales et d'une décoration qui en soulignent la symétrie. La façade est surmontée d'une corniche ornée d'une frise ; le décor de la fenêtre centrale et de la porte principale est lui aussi particulièrement soigné ; les motifs floraux et figuratifs stylisés qui ornent ces éléments architecturaux, peints en jaune sur fond noir, imitent la technique du  sgraffito,.
La maison abrite une collection d'objets précieux, principalement des XVIIIe et XIXe siècles rassemblés au cours du temps par la famille Grujić, notamment des œuvres appartenant aux domaines de la peinture, de la sculpture et des arts décoratifs ; on y trouve aussi des armes, des documents d'archive et des livres ayant appartenant appartenu aux membres les éminents de la famille, à Teodor Herbez, qui fut le ministre des Finances du prince Miloš Obrenović, à Jevrem Grujić, qui fut le fondateur du Parti libéral, au général Kosta Protić ou à Stevan Ćurčić, journaliste et membre du Parlement,.

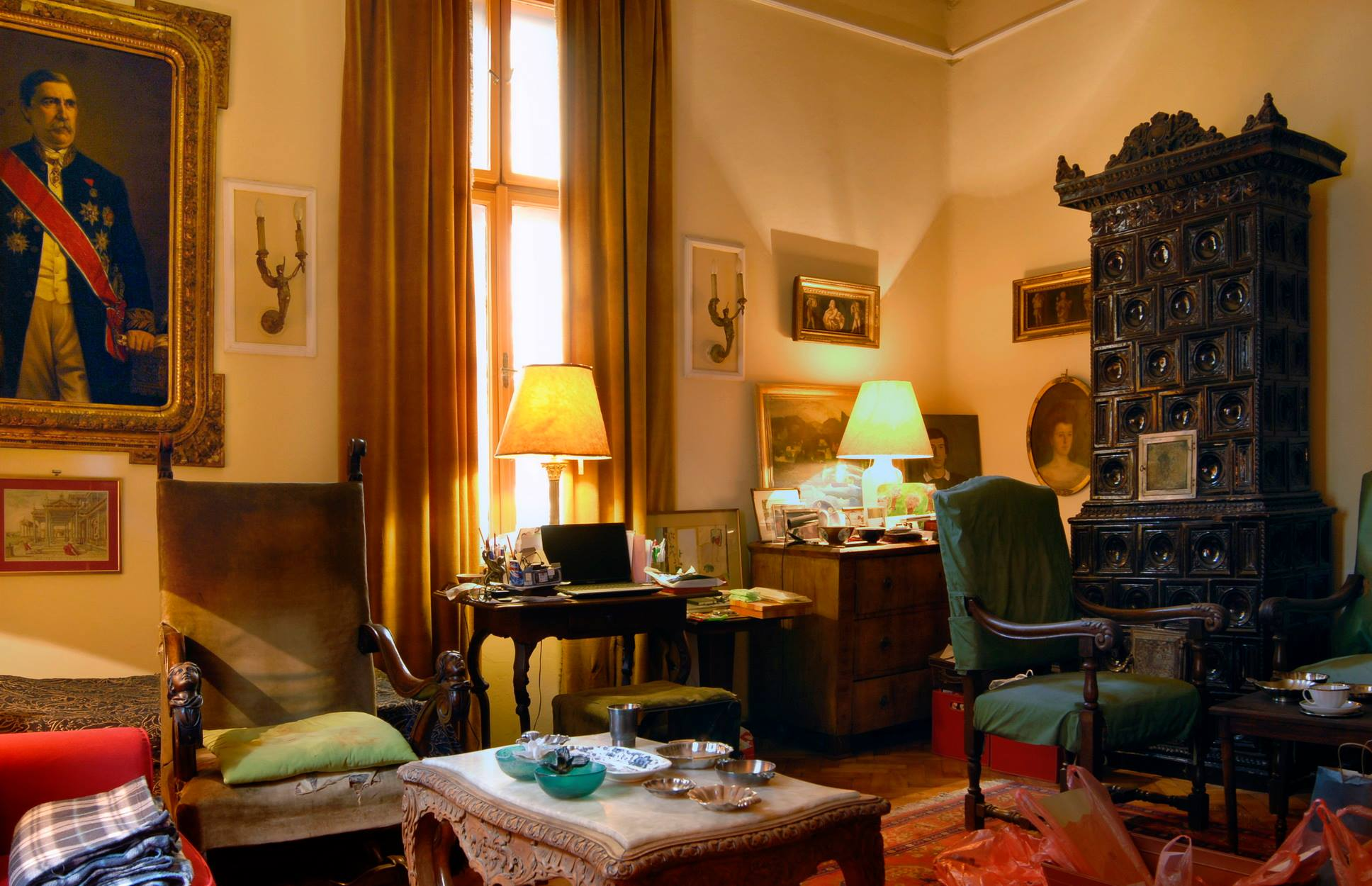
L'intérieur de la maison

Des travaux de conservation de l'édifice ont été réalisés en 1964 et 1965 et la restauration de la façade a été achevée en 1998.